# 与星共舞 (美国真人秀)
《与星共舞》（英語：Dancing with the Stars）是一档美国真人秀节目，本节目于2005年6月1日起在美国广播公司播出。